# 敏迪·芬恩
敏迪·芬恩（英語：Mindy Finn；1981年—），是一位美國華盛頓特區的女性商人、政治顧問、政治家及數位媒體戰略家；她在2016年美國總統選舉中擔任獨立候選人埃文·麥克馬林的競選搭檔（即副總統候選人）。

## 生平
芬恩在休斯敦金伍德成長，於喬治華盛頓大學取得政治管理碩士；亦於波士頓大學獲得學士學位。